# 腎虚
腎虚（じんきょ）とは、
1. 漢方医学で言う内分泌系や免疫機能など全般の機能低下によりおこる症状を言う。
2. 古典文学（近世、落語・小咄）でいう、交合過多を原因として「腎水」（精液。腎臓で作られると考えられていた）が欠乏することによって引き起こされる衰弱。

## 概要

### 漢方医学
漢方医学では六臓のうち腎は五行思想で言う水を司る機能を指し、六腑で言えば膀胱、五官で言えば耳、五体で言えば骨や歯に相当するため腎の機能の低下は（西欧医学で言う腎臓の機能障害とは異なる）頻尿、性欲・精力の減衰、耳鳴り、身体のだるさ、手足のむくみなどがあらわれるとされる。漢方医学では腎に人間の精気のうち生殖能力に関わるものを貯めるとされているために腎の機能不全すなわち腎虚は広く精力減退を指す言葉として用いられている。
漢方における腎虚の考え方は、老化に限定されず、腎気の働きが悪ければ、子供の成長の遅れにつながると考えたり、不妊症も夫婦の腎の働きがよくないと考える。五臓の考え方は、精神にも関係し、腎気の働きが落ちると、目的を持ち行動することが困難となり、意志の力が弱くなると考える。さらには、無気力状態となり、この状態が長く続くと、引きこもりやパニック障害などの発症原因ともなると考えられる。さらに、腎は骨を司り、髄を生ずという考え方があり腎の働きは、中枢神経系にも関与していると考えられている。
対処としては知柏地黄丸や八味地黄丸、六味丸、牛車腎気丸などの補腎剤が用いられる。漢方復興に尽力した大塚敬節は、『漢方診療30 年』に、歩行不能の下肢麻痺の若年男性に、八味丸が、劇的に奏功した症例を書き記している。
サルコペニアなどの筋力低下に対して、従来の漢方の考え方では、腎虚概念に含まなかったが、大阪大学大学院先進融合医学共同研究講座では、サルコペニアを腎虚の一症状と考え、認知記憶障害のモデルマウスとして知られる老化促進マウスであるSAMP8を使って、牛車腎気丸の骨格筋への薬理効果を明らかにした。
鍼灸においては五行や東洋医学の治療方針の関係から五行では自経が虚すれば、その母を補うとされており、この場合、水の気である腎が虚すれば金の気である母の肺を補えるとされており、腎経の復溜穴、肺経の經渠穴が用いられる。

### 古典文学
古典文学では、腎水つまり精液が腎臓で生成されると考えられていた。
近世期では、艶笑譚（バレ話）で「腎虚」をネタにした小咄・演目が多数成立した。

## 俗説
精力減退として有名な腎虚は、一部で男性機能の終わりという意味で用いられることがある。古くから男性の射精は回数が決まっているという迷信があり、一生のうちに決められた量の精液を出し尽くすと男性は死亡するとされていた。この死因を腎虚と称した。俗説は以下のとおり。
- 男性は射精しすぎると最後には赤い玉が出て、それ以上の射精が不可能になる。
- 男性は一生に一升瓶2本ぶん（または10リットル）の精液を出すことができる。

これらの俗説に決定的と言える根拠は無いが、自慰への禁忌として過剰な自慰が体力の減衰や老化、早死につながるとまことしやかに語られることが多い。

## 古典文学(近世期落語・小咄)
- 大名道具（神罰により殿様と家来の「槍持ち河内」の「道具」（=男根）が入れ替わる。殿様が「道具」を酷使すると河内が「腎虚」で倒れる）
  - 「大名のお道具紛失」『軽口談儀』（明和9年(1772)刊）所収。
  - 「化もの」『豆談語』（明和9年(1772)刊）所収。
- 短命（「伊勢屋の婿たち」の死因として説明される。）
- おかふい（「万屋右兵衛（宇兵衛とも）」が罹患。）